# 世界哲学史
世界哲学史（せかいてつがくし）は、2020年1月〜12月に刊行された、筑摩書房（ちくま新書）の哲学史叢書。
全9巻（8巻+別巻）から成り、総勢115人の学者が執筆に関わっている。責任編集は、伊藤邦武、山内志朗、中島隆博、納富信留の4名。

## 構成

### 概要
- 1巻（古代I）知恵から愛知へ
- 2巻（古代II）世界哲学の成立と展開
- 3巻（中世I）超越と普遍に向けて
- 4巻（中世II）個人の覚醒
- 5巻（中世III）バロックの哲学
- 6巻（近代I）啓蒙と人間感情論
- 7巻（近代II）自由と歴史的発展
- 8巻（現代）グローバル時代の知
- 別巻 未来をひらく

### 詳細
- 1巻（古代I）知恵から愛知へ
  - 序 世界哲学史に向けて（納富信留）
  - 1 哲学の誕生をめぐって（納富信留）
  - 2 古代西アジアにおける世界と魂（柴田大輔）
  - 3 旧約聖書とユダヤ教における世界と魂（髙井啓介）
  - 4 中国の諸子百家における世界と魂（中島隆博）
  - 5 古代インドにおける世界と魂（赤松明彦）
  - 6 古代ギリシアの詩から哲学へ（松浦和也）
  - 7 ソクラテスとギリシア文化（栗原裕次）
  - 8 プラトンとアリストテレス（稲村一隆）
  - 9 ヘレニズムの哲学（荻原理）
  - 10 ギリシアとインドの出会いと交流（金澤修）
- 2巻（古代II）世界哲学の成立と展開
  - 1 哲学の世界化と制度・伝統（納富信留）
  - 2 ローマに入った哲学（近藤智彦）
  - 3 キリスト教の成立（戸田聡）
  - 4 大乗仏教の成立（下田正弘）
  - 5 古典中国の成立（渡邉義浩）
  - 6 仏教と儒教の論争（中島隆博）
  - 7 ゾロアスター教とマニ教（青木健）
  - 8 プラトン主義の伝統（西村洋平）
  - 9 東方教父の伝統（土橋茂樹）
  - 10 ラテン教父とアウグスティヌス（出村和彦）
- 3巻（中世I）超越と普遍に向けて
  - 1 普遍と超越への知（山内志朗）
  - 2 東方神学の系譜（袴田玲）
  - 3 教父哲学と修道院（山崎裕子）
  - 4 存在の問題と中世論理学（永嶋哲也）
  - 5 自由学芸と文法学（関沢和泉）
  - 6 イスラームにおける正統と異端（菊地達也）
  - 7 ギリシア哲学の伝統と継承（周藤多紀）
  - 8 仏教・道教・儒教（志野好伸）
  - 9 インドの形而上学（片岡啓）
  - 10 日本密教の世界観（阿部龍一）
- 4巻（中世II）個人の覚醒
  - 1 都市の発達と個人の覚醒（山内志朗）
  - 2 トマス・アクィナスと托鉢修道会（山口雅広）
  - 3 西洋中世における存在と本質（本間裕之）
  - 4 アラビア哲学とイスラーム（小村優太）
  - 5 トマス情念論による伝統の理論化（松根伸治）
  - 6 西洋中世の認識論（藤本温）
  - 7 西洋中世哲学の総括としての唯名論（辻内宣博）
  - 8 朱子学（垣内景子）
  - 9 鎌倉時代の仏教（蓑輪顕量）
  - 10 中世ユダヤ哲学（志田雅宏）
- 5巻（中世III）バロックの哲学
  - 1 西洋中世から近世へ（山内志朗）
  - 2 西洋近世の神秘主義（渡辺優）
  - 3 西洋中世の経済と倫理（山内志朗）
  - 4 近世スコラ哲学（アダム・タカハシ）
  - 5 イエズス会とキリシタン（新居洋子）
  - 6 西洋における神学と哲学（大西克智）
  - 7 ポスト・デカルトの科学論と方法論（池田真治）
  - 8 近代朝鮮思想と日本（小倉紀蔵）
  - 9 明時代の中国哲学（中島隆博）
  - 10 朱子学と反朱子学（藍弘岳）
- 6巻（近代I）啓蒙と人間感情論
  - 1 啓蒙の光と影（伊藤邦武）
  - 2 道徳感情論（柘植尚則）
  - 3 社会契約というロジック（西村正秀）
  - 4 啓蒙から革命へ（王寺賢太）
  - 5 啓蒙と宗教（山口雅広）
  - 6 植民地独立思想（西川秀和）
  - 7 批判哲学の企て（長田蔵人）
  - 8 イスラームの啓蒙思想（岡崎弘樹）
  - 9 中国における感情の哲学（石井剛）
  - 10 江戸時代の「情」の思想（高山大毅）
- 7巻（近代II）自由と歴史的発展
  - 1 理性と自由（伊藤邦武）
  - 2 ドイツの国家意識（中川明才）
  - 3 西洋批判の哲学（竹内綱史）
  - 4 マルクスの資本主義批判（佐々木隆治）
  - 5 進化論と功利主義の道徳論（神崎宣次）
  - 6 数学と論理学の革命（原田雅樹）
  - 7 「新世界」という自己意識（小川仁志）
  - 8 スピリチュアリスムの変遷（三宅岳史）
  - 9 近代インドの普遍思想（冨澤かな）
  - 10 「文明」と近代日本（苅部直）
- 8巻（現代）グローバル時代の知
  - 1 分析哲学の興亡（一ノ瀬正樹）
  - 2 ヨーロッパの自意識と不安（檜垣立哉）
  - 3 ポストモダン、あるいはポスト構造主義の論理と倫理（千葉雅也）
  - 4 フェミニズムの思想と「女」をめぐる政治（清水晶子）
  - 5 哲学と批評（安藤礼）
  - 6 現代イスラーム哲学（中田考）
  - 7 中国の現代哲学（王前）
  - 8 日本哲学の連続性（上原麻有子）
  - 9 アジアの中の日本（朝倉友海）
  - 10 現代のアフリカ哲学（河野哲也）
  - 終章 世哲学史の展望（伊藤邦武）
- 別巻 未来をひらく
  - I 世界哲学の過去・現在・未来
    - 1 これからの哲学に向けて―『世界哲学史』全八巻を振り返る（山内志朗×中島隆博×納富信留）
    - 2 辺境から見た世界哲学（山内志朗）
    - 3 世界哲学としての日本哲学（中島隆博）
    - 4 世界哲学のスタイルと実践（納富信留）

  - II 世界哲学史のさらなる論点
    - 1 デカルト『情念論』の射程（津崎良典）
    - 2 中国哲学情報のヨーロッパへの流入（井川義次）
    - 3 シモーヌ・ヴェイユと鈴木大拙（佐藤紀子）
    - 4 インドの論理学（志田泰盛）
    - 5 イスラームの言語哲学（野元晋）
    - 6 道元の哲学（頼住光子）
    - 7 ロシアの現代哲学（乗松亨平）
    - 8 イタリアの現代哲学（岡田温司）
    - 9 現代のユダヤ哲学（永井晋）
    - 10 ナチスの農業思想（藤原辰史）
    - 11 ポスト世俗化の哲学（伊達聖伸）
    - 12 モンゴルの仏教とシャーマニズム（島村一平）
    - 13 正義論の哲学（神島裕子）